# 大杨家胡同
39°56′11″N 116°22′25″E / 39.9364546°N 116.3736239°E
大杨家胡同是位于中国北京市西城区东北部的一条胡同。

## 简介
大杨家胡同东起护国寺西巷，西到新街口南大街。清朝宣统元年（1909年）的《详细帝京舆图》中，此处与今小杨家胡同统称“羊圈”。大杨家胡同的南侧是小杨家胡同，小杨家胡同平均宽3米，大杨家胡同平均宽4米。中华民国时期，将“羊圈”谐音为“杨家”，再根据胡同的宽窄分别定名为“大杨家胡同”、“小杨家胡同”，沿用至今。